# Econ Journal Watch
Econ Journal Watch es una publicación revisada por pares y publicada semestralmente desde 2004. Es publicada por el canadiense Instituto Fraser. Según su sitio web, la revista publica investigación sobre artículos aparecidos en otras revistas de economía, ensayos, reflexiones, investigaciones y críticas clásicas. A partir de 2017, el Journal mantuvo un podcast, con la voz de Lawrence H. White. 
En 2011, el editor en jefe era Daniel B. Klein, economista libertario y profesor de la Universidad George Mason. En 2018, el editor jefe era Jason Briggeman.  En 2022, el Instituto Fraser afirmó que nueve premios Nobel habían formado parte del consejo asesor de la publicación. 

## Estudios
Un estudio de 2010 realizado por Klein y Zeljka Buturovic publicado en Econ Journal Watch pretendía mostrar que los conservadores y libertarios estaban mejor informados que los liberales sobre economía.   Después de recibir críticas, los autores ajustaron sus preguntas de investigación en un nuevo estudio y publicaron sus diferentes hallazgos en 2011. Jonathan Chait de The New Republic, que había criticado el estudio original, elogió a los autores en 2011 por las revisiones.
Un estudio publicado en Econ Journal Watch en 2016 decía que los profesores universitarios estadounidenses tenían muchas más probabilidades de ser izquierdistas que conservadores.

## Resúmenes e indexación
La revista está resumida e indexada en Social Sciences Citation Index, Current Contents /Social & Behavioral Sciences, EconLit, Journal of Economic Literature y Research Papers in Economics . Según Journal Citation Reports, la revista tiene un factor de impacto en 2010 de 0,920. 

## Crítica
Jonathan Chait, escribiendo en The New Republic, alabó al Econ Journal Watch por haber comisionado en 2011 y luego publicado nuevo investigación y análisis que corrigió análisis previamente publicado por el mismo periódico en 2010. The Mockingbird también alabó al editor del Journal por co-liderar la nueva investigación. Matthew Yglesias también comentó sobre el nuevo estudio.
Entre medios de público general, el Journal es citado en reportes noticiosos tales como el The Washington Post, Inside Higher Ed, etc.